# Kłębuszkowe zapalenie nerek
Kłębuszkowe zapalenie nerek (KZN, łac. glomerulonephritis, dawniej choroba Brighta) – grupa chorób nerek, których wspólną cechą jest obecność zapalenia kłębuszków nerkowych. Zmiany w pozostałych strukturach nerek (cewkach, miąższu, naczyniach) są wtórnym następstwem zaburzeń w kłębuszkach. Podłożem zapalenia są nieprawidłowe procesy immunologiczne, o charakterze pierwotnym lub wtórnym do innych chorób. Przyczyny pierwotne dotyczą chorób samych nerek (kłębuszków), natomiast wtórne wynikają z innych chorób lub czynników, do których należą: zakażenia, leki, choroby systemowe, nowotwory.
Obraz kliniczny kłębuszkowego zapalenia nerek jest różny w zależności od patomechanizmu choroby i często nie odzwierciedla charakteru i nasilenia zmian morfologicznych w kłębuszkach ani stopnia ich uszkodzenia. Ze względu na przebieg można wyróżnić następujące postaci kliniczne kłębuszkowego zapalenia nerek:
- izolowany bezobjawowy krwinkomocz z białkomoczem lub bez
- Zespół nerczycowy
- zespół nefrytyczny
- ostre kłębuszkowe zapalenie nerek
- przewlekłe kłębuszkowe zapalenie nerek
- gwałtownie postępujące KZN

## Klasyfikacja
W ostatnich latach oprócz podziału opartego na obrazie histopatologicznym, zaczęto pracować nad podziałem opartym na etiologii KZN. Nowy podział umożliwia zaklasyfikowanie KZN do jednej z 5 grup opisujących przyczyny leżące u początków choroby i tym samym umożliwia dokonanie wyboru właściwego sposobu leczenia i ustalenie rokowania. Stary podział oparty był na ocenie charakteru uszkodzeń kłębuszków nerkowych i obecnie pełni funkcję pomocniczą. W najnowszym podziale (2019) uwzględniono również specyficzne choroby należące do poszczególnych typów:
- KZN z udziałem kompleksów immunologicznych:
  - nefropatia IgA
  - nefropatia toczniowa
  - rozplemowe śródwłośniczkowe (poinfekcyjne) KZN
  - włókienkowe i immunotaktoidalne KZN
- KZN powiązane z przeciwciałami ANCA:
  - z przeciwciałami przeciwko mieloperoksydazie
  - z przeciwciałami przeciwko proteinazie 3

- KZN z przeciwciałami przeciwko błonie podstawnej kłębuszków nerkowych
- KZN z przeciwciałami monoklonalnymi Ig:
  - rozplemowe KZN z monoklonalnymi depozytami Ig
  - choroba depozytowa monoklonalnych immunoglobulin
- glomerulopatie C3:
  - KZN C3
  - choroba gęstych złogów (dense deposits disease – DDD)

Podział histologiczny oparty na charakterze uszkodzenia nerki:
- rozplemowe mezangialne KZN
- błoniastorozplemowe KZN
- rozplemowe śródwłośniczkowe KZN
- rozplemowe zewnątrzwłośniczkowe (z obecnością półksiężyców) KZN / martwicze KZN
- ogniskowe segmentowe stwardnienie kłębuszków nerkowych
- rozplemowe wysiękowe KZN

Inne podziały histologiczne uwzględniają również:
- błoniaste kłębuszkowe zapalenie nerek
- submikroskopowe kłębuszkowe zapalenie nerek
- KZN wtórne do innych chorób